# Zamarada townsendi
Zamarada townsendi är en fjärilsart som beskrevs av Fletcher 1974. Zamarada townsendi ingår i släktet Zamarada och familjen mätare. Inga underarter finns listade i Catalogue of Life.